# Tayyip Talha Sanuç
Tayyip Talha Sanuç, né le 17 décembre 1999 à Karabük (Turquie), est un footballeur international turc évoluant au poste de défenseur central au Beşiktaş JK.

## Carrière

### En club

#### À Karabükspor (2010-2018)
Le 20 septembre 2016, Tayyip Talha Sanuç connait ses débuts professionnels avec le club. Alors âgé de 16 ans, il est titularisé par l'entraîneur Igor Tudor pour un match de Coupe de Turquie contre Ofspor (en) (défaite 5-3).

#### À Adana Demirspor (2018-2022)
En juillet 2018, il est transféré à Adana Demirspor pour un montant de 245 000 €,

#### À Beşiktaş JK (depuis 2022)
Le 8 septembre 2022, il est transféré au Beşiktaş JK pour un montant de 1,5 million d'euros.
Le 2 avril 2023, il est blessé lors d'un accrochage avec João Pedro et doit sortir sur une civière à la 11e minute du derby contre Fenerbahçe (victoire 2-4),. Le lendemain, son IRM révèle d'importante lésions au niveau du ligament croisé antérieur du genou droit et au ménisque extérieur. Le 10 avril, il subit une opération de reconstruction arthroscopique du ligament croisé antérieur et une réparation du ménisque,. Son processus de rééducation prend plusieurs mois mais il finit par retrouver le banc de Beşiktaş le 21 décembre. Le 5 janvier 2024, il joue ses premières minutes depuis sa blessure en remplaçant le capitaine Necip Uysal lors d'un match de Süper Lig face à Kasımpaşa (défaite 1-3).  

### En sélection nationale
Le 10 novembre 2022, il est appelé pour la première fois en équipe de Turquie pour disputer des matchs amicaux face à l'Écosse et la République tchèque. S'il reste sur le banc pendant l'intégralité de la première rencontre le 16 novembre, il entre en jeu à la 60e minute de la seconde le 19 novembre, connaissant ainsi sa première sélection.

## Statistiques
| Saison                | Club                  | Championnat           | Championnat | Championnat | Coupe(s) nationale(s) | Coupe(s) nationale(s) | Turquie | Turquie | Total | Total |
| Saison                | Club                  | Division              | M.          | B.          | M.                    | B.                    | M.      | B.      | M.    | B.    |
| 2016-2017             | Kardemir Karabükspor  | Süper Lig             | 1           | 0           | 1                     | 0                     | -       | -       | 2     | 0     |
| 2017-2018             | Kardemir Karabükspor  | Süper Lig             | 11          | 0           | 3                     | 0                     | -       | -       | 14    | 0     |
| Sous-total            | Sous-total            | Sous-total            | 12          | 0           | 4                     | 0                     | -       | -       | 16    | 0     |
| 2018-2019             | Adana Demirspor       | 1. Lig                | 14          | 0           | 4                     | 0                     | -       | -       | 18    | 0     |
| 2019-2020             | Adana Demirspor       | 1. Lig (en)           | 14          | 3           | 1                     | 0                     | -       | -       | 15    | 3     |
| 2020-2021             | Adana Demirspor       | 1. Lig (en)           | 29          | 3           | 2                     | 0                     | -       | -       | 31    | 3     |
| 2021-2022             | Adana Demirspor       | Süper Lig             | 26          | 1           | 3                     | 0                     | -       | -       | 29    | 1     |
| 2022-2023             | Adana Demirspor       | Süper Lig             | 3           | 1           | -                     | -                     | -       | -       | 3     | 1     |
| Sous-total            | Sous-total            | Sous-total            | 86          | 8           | 10                    | 0                     | -       | -       | 96    | 8     |
| 2022-2023             | Beşiktaş JK           | Süper Lig             | 20          | 2           | 2                     | 0                     | 1       | 0       | 23    | 2     |
| 2023-2024             | Beşiktaş JK           | Süper Lig             | 8           | 0           | 1                     | 0                     | -       | -       | 9     | 0     |
| Sous-total            | Sous-total            | Sous-total            | 28          | 2           | 3                     | 0                     | 1       | 0       | 32    | 2     |
| Total sur la carrière | Total sur la carrière | Total sur la carrière | 126         | 10          | 17                    | 0                     | 1       | 0       | 144   | 10    |

## Palmarès

### En club
| Adana Demirspor - Championnat de Turquie de deuxième division - Champion en 2021 (en) |